# Malaysias Grand Prix 2006
Malaysias Grand Prix 2006 var det andra av 18 lopp ingående i formel 1-VM 2006.

## Rapport
Renault kom etta och tvåa. Giancarlo Fisichella ledde i princip från start till mål. Fernando Alonso körde upp från en sjunde plats i starten till en slutlig andraplats. Jenson Button, som startade från den andra startrutan, tog den tredje pallplatsen.

## Resultat
1. Giancarlo Fisichella, Renault, 10 poäng
2. Fernando Alonso, Renault, 8
3. Jenson Button, Honda, 6
4. Juan Pablo Montoya, McLaren-Mercedes, 5
5. Felipe Massa, Ferrari, 4
6. Michael Schumacher, Ferrari, 3
7. Jacques Villeneuve, BMW, 2
8. Ralf Schumacher, Toyota, 1
9. Jarno Trulli, Toyota
10. Rubens Barrichello, Honda
11. Vitantonio Liuzzi, Toro Rosso-Cosworth
12. Christijan Albers, MF1-Toyota
13. Tiago Monteiro, MF1-Toyota
14. Takuma Sato, Super Aguri-Honda

### Förare som bröt loppet
- Nick Heidfeld, BMW (varv 48, motor)
- Scott Speed, Toro Rosso-Cosworth (41, koppling)
- Yuji Ide, Super Aguri-Honda (33, mekaniska problem)
- Christian Klien, Red Bull-Ferrari (26, hydraulik)
- Mark Webber, Williams-Cosworth (15, hydraulik)
- David Coulthard, Red Bull-Ferrari (11, hydraulik)
- Nico Rosberg, Williams-Cosworth (6, motor)
- Kimi Räikkönen, McLaren-Mercedes (0, olycka)